# Tấn Ly hầu
Tấn Ly hầu (chữ Hán: 晉僖侯, cai trị: 840 TCN – 823 TCN), tên thật là Cơ Tư Đồ (姬司徒), là vị vua thứ bảy của nước Tấn - chư hầu nhà Chu trong lịch sử Trung Quốc.
Tấn Ly hầu là con của Tấn Tĩnh hầu – vua thứ sáu của nước Tấn. Năm 841 TCN, Tĩnh hầu mất, Ly hầu lên nối ngôi.
Các sự kiện lịch sử trong thời gian ông làm vua không được sử sách đề cập rõ. Năm 823 TCN, Tấn Ly hầu mất. Ông làm vua tất cả 18 năm. Con ông là Cơ Tịch lên nối ngôi, tức là Tấn Hiến hầu.